# Pilophorus simulans
Pilophorus simulans (synoniem: Pilophorus pusillus) is een wants uit de familie van de blindwantsen (Miridae). De soort werd het eerst wetenschappelijk beschreven door Josifov in 1989.

## Uiterlijk
Net als bij de andere vertegenwoordigers van het genus Pilophorus lijken de nimfen (en de volwassen dieren ook enigszins) op mieren. De zwarte tot bruine wantsen worden 4 tot 5 mm lang en zijn altijd macropteer (langvleugelig). De Kop, het halsschild (pronotum) en het schildje (scutellum) zijn bruinzwart. De antennes zijn bruin en segment 3 en 4 zijn gedeeltelijk wit aan het begin, het tweede segment is dikker naar het einde toe. De pootjes zijn ook bruin met donkere achterdijen. Op diverse plekken op het lichaam lopen witte lijnen en accenten die gevormd worden door schubachtige witte haartjes. Met behulp van de lengte van de steeksnuit, de dikte van de witte beharing en de twee witte plukjes op de bovenrand van de cuneus is de soort te onderscheiden van de verder zeer gelijkende en veel algemenere Pilophorus perplexus.

## Leefwijze
De soort overwintert als eitje en kent één generatie per jaar. De volwassen wantsen kunnen gevonden worden juli tot september op zomereik (Quercus robur) en brem (Cytisus scoparius). Naast deze planten eet de wants ook bladluizen.

## Leefgebied
De soort leeft langs bosranden en ruigtes en is in Nederland zeer zeldzaam. De wants komt verder voor in het palearctisch gebied met uitzondering van de noordelijke gedeeltes, Klein-Azië en de Kaukasus.